# Frank Kaminsky
Pour les articles homonymes, voir Kaminsky.
Francis Stanley Kaminsky III, né le 4 avril 1993 à Lisle dans l'Illinois, est un joueur américain de basket-ball. Il évolue au poste de pivot.

## Biographie

### Carrière universitaire
Entre 2011 et 2015, il joue pour les Badgers du Wisconsin à l'université du Wisconsin à Madison.
Le 3 avril 2015, il est nommé meilleur joueur de la saison NCAA.

### Carrière professionnelle
Le 25 juin 2015, Kaminsky est sélectionné en 9e position par les Hornets de Charlotte lors de la draft 2015 de la NBA.
Le 2 juillet 2015, il signe un contrat avec les Hornets.
Le 30 octobre 2016, les Hornets activent leur option d'équipe sur le contrat de Kaminsky jusqu'en 2018.
Le 29 octobre 2017, les Hornets activent leur option d'équipe sur le contrat de Kaminsky jusqu'en 2019.
Le 1er juillet 2019, son contrat se termine et il se retrouve agent libre.

#### Suns de Phoenix (2019-2022)
Le 17 juillet 2019, il signe un nouveau contrat avec les Suns de Phoenix. À la fin du mois de décembre 2019, il souffre d'une fracture de fatigue à la rotule droite et doit s'absenter des parquets. Il fait son retour le 31 juillet 2020 contre les Wizards de Washington en jouant 10 minutes.
Le 26 novembre 2020, il s'engage pour une saison avec les Kings de Sacramento. Le 20 décembre 2020, il est coupé par les Kings de Sacramento.
Le 21 décembre, Kaminsky est réclamé par les Suns durant la période de ballotage.
Il est coupé en avril 2022.

#### Hawks d'Atlanta (2022-2023)
Il signe pour une saison avec les Hawks d'Atlanta en juillet 2022.

#### Rockets de Houston (2023)
En février 2023, avec Justin Holiday, il est transféré aux Rockets de Houston en échange de Bruno Fernando et Garrison Mathews.

#### Partizan Belgrade (2023-2024)
En août 2023, il signe au Partizan Belgrade.

## Palmarès
- National College Player of the Year (2015)
- Consensus first-team All-American (2015)
- Big Ten Player of the Year (2015)
- 2× First-team All-Big Ten (2014, 2015)
- Big Ten Tournament MVP (2015)

## Statistiques

### Universitaires
Les statistiques de Frank Kaminsky en matchs universitaires sont les suivantes :
| Saison    | Équipe    | Matchs | Titul. | Min./m | % Tir | % 3pts | % LF | Rbds/m. | Pass/m. | Int/m. | Ctr/m. | Pts/m. |
| --------- | --------- | ------ | ------ | ------ | ----- | ------ | ---- | ------- | ------- | ------ | ------ | ------ |
| 2011-2012 | Wisconsin | 35     | 0      | 7,6    | 41,1  | 28,6   | 50,0 | 1,43    | 0,29    | 0,11   | 0,37   | 1,80   |
| 2012-2013 | Wisconsin | 32     | 2      | 10,3   | 43,9  | 31,1   | 76,7 | 1,75    | 0,81    | 0,44   | 0,53   | 4,16   |
| 2013-2014 | Wisconsin | 38     | 38     | 27,2   | 52,8  | 37,8   | 76,5 | 6,29    | 1,29    | 0,68   | 1,74   | 13,95  |
| 2014-2015 | Wisconsin | 39     | 39     | 33,6   | 54,7  | 41,6   | 78,0 | 8,21    | 2,64    | 0,85   | 1,46   | 18,77  |
| Carrière  | Carrière  | 144    | 79     | 20,4   | 52,2  | 36,9   | 76,3 | 4,62    | 1,31    | 0,53   | 1,06   | 10,12  |

### Professionnelles
Gras = ses meilleures performances

#### Saison régulière
| Saison    | Équipe    | Matchs | Titul. | Min./m | % Tir | % 3pts | % LF | Rbds/m. | Pass/m. | Int/m. | Ctr/m. | Pts/m. |
| --------- | --------- | ------ | ------ | ------ | ----- | ------ | ---- | ------- | ------- | ------ | ------ | ------ |
| 2015-2016 | Charlotte | 81     | 3      | 21,1   | 41,0  | 33,7   | 73,0 | 4,14    | 1,21    | 0,47   | 0,53   | 7,48   |
| 2016-2017 | Charlotte | 75     | 16     | 26,1   | 39,9  | 32,8   | 75,6 | 4,48    | 2,16    | 0,61   | 0,45   | 11,65  |
| 2017-2018 | Charlotte | 79     | 4      | 23,2   | 42,9  | 38,0   | 79,9 | 3,65    | 1,63    | 0,46   | 0,24   | 11,05  |
| 2018-2019 | Charlotte | 47     | 0      | 16,1   | 46,3  | 36,0   | 73,8 | 3,47    | 1,34    | 0,26   | 0,26   | 8,62   |
| 2019-2020 | Phoenix   | 39     | 13     | 19,9   | 45,0  | 33,1   | 67,8 | 4,51    | 1,92    | 0,36   | 0,26   | 9,69   |
| 2020-2021 | Phoenix   | 47     | 13     | 15,2   | 47,1  | 36,5   | 61,7 | 4,00    | 1,70    | 0,30   | 0,40   | 6,60   |
| 2021-2022 | Phoenix   | 9      | 0      | 20,1   | 54,5  | 33,3   | 90,0 | 4,60    | 1,40    | 0,90   | 0,80   | 10,60  |
| Carrière  | Carrière  | 377    | 49     | 21,0   | 42,9  | 34,8   | 74,3 | 4,10    | 1,60    | 0,40   | 0,40   | 9,40   |

Mise à jour le 11 octobre 2022

#### Playoffs
| Saison   | Équipe    | Matchs | Titul. | Min./m | % Tir | % 3pts | % LF  | Rbds/m. | Pass/m. | Int/m. | Ctr/m. | Pts/m. |
| -------- | --------- | ------ | ------ | ------ | ----- | ------ | ----- | ------- | ------- | ------ | ------ | ------ |
| 2016     | Charlotte | 7      | 5      | 27,2   | 30,4  | 29,4   | 81,0  | 4,29    | 1,14    | 0,86   | 0,71   | 7,14   |
| 2021     | Phoenix   | 10     | 0      | 6,8    | 45,5  | 20,0   | 100,0 | 1,40    | 1,40    | 0,20   | 0,30   | 2,20   |
| Carrière | Carrière  | 17     | 5      | 15,2   | 35,3  | 27,3   | 81,8  | 2,60    | 1,30    | 0,50   | 0,50   | 4,20   |

Mise à jour le 18 octobre 2021

## Records sur une rencontre en NBA
Les records personnels de Frank Kaminsky en NBA sont les suivants, :
| Type de statistique        | Saison régulière | Saison régulière                | Saison régulière | Playoffs | Playoffs        | Playoffs      |
| Type de statistique        | Record           | Adversaire                      | Date             | Record   | Adversaire      | Date          |
| -------------------------- | ---------------- | ------------------------------- | ---------------- | -------- | --------------- | ------------- |
| Points                     | 31               | Trail Blazers de Portland       | 10 novembre 2021 | 15       | Heat de Miami   | 23 avril 2016 |
| Paniers marqués            | 12               | Trail Blazers de Portland       | 10 novembre 2021 | 5        | Heat de Miami   | 23 avril 2016 |
| Paniers tentés             | 20               | Celtics de Boston               | 23 décembre 2015 | 15       | @ Heat de Miami | 1er mai 2016  |
| Paniers à 3 points réussis | 6                | @ Wizards de Washington         | 23 février 2018  | 2        | 2 fois          | 2 fois        |
| Paniers à 3 points tentés  | 9                | 3 fois                          | 3 fois           | 5        | 2 fois          | 2 fois        |
| Lancers francs réussis     | 11               | @ Nuggets de Denver             | 25 octobre 2019  | 5        | Heat de Miami   | 23 avril 2016 |
| Lancers francs tentés      | 12               | Pelicans de La Nouvelle-Orléans | 24 janvier 2018  | 5        | Heat de Miami   | 23 avril 2016 |
| Rebonds offensifs          | 4                | 6 fois                          | 6 fois           | 1        | 5 fois          | 5 fois        |
| Rebonds défensifs          | 12               | Warriors de Golden State        | 28 janvier 2021  | 7        | Heat de Miami   | 29 avril 2016 |
| Rebonds totaux             | 13               | 3 fois                          | 3 fois           | 7        | Heat de Miami   | 29 avril 2016 |
| Passes décisives           | 8                | 2 fois                          | 2 fois           | 4        | 2 fois          | 2 fois        |
| Interceptions              | 4                | Pelicans de La Nouvelle-Orléans | 2 novembre 2021  | 2        | Heat de Miami   | 29 avril 2016 |
| Contres                    | 3                | 4 fois                          | 4 fois           | 2        | 2 fois          | 2 fois        |
| Balles perdues             | 4                | 4 fois                          | 4 fois           | 1        | 6 fois          | 6 fois        |
| Minutes jouées             | 40               | @ Knicks de New York            | 25 novembre 2016 | 36       | Heat de Miami   | 29 avril 2016 |

- Double-double : 10
- Triple-double : 0

Dernière mise à jour : 17 août 2022